# Lesnyje Dary
Lesnyje Dary (ros. Лесные Дары) – przystanek kolejowy w miejscowości Ziewałowo, w rejonie stupińskim, w obwodzie moskiewskim, w Rosji. Położony jest na Wielkim Pierścieniu Kolei Moskiewskiej.